# 冷泉為柔
冷泉 為柔（れいぜい ためとう）は、江戸時代後期から明治時代にかけての貴族。維新後、子爵。冷泉家17代当主。

## 経歴
弘化3年（1846年）、冷泉為行の子として誕生。
嘉永6年（1853年）1月21日、従五位下に叙任される。明治17年（1884年）7月7日、子爵に列せられる。侍従を務める。
明治27年（1894年）、卒去。

## 栄典
- 1884年（明治17年）7月8日 - 子爵[3]

## 系譜
- 父：冷泉為行
- 母：加藤明邦の娘
- 正室：正親町三条眉延子 - 正親町三条実愛の長女
- 生母不明の子女
  - 長男：冷泉為勇（1870-1946）
  - 長女：土御門晴榮後室